# اسکریما
اسکریما که آرنیس و آرنیس د مانو (Arnis de Mano) و همچنین کالی (Kali) نیز نامیده می‌شود، معروفترین هنر رزمی فیلیپینی است. ریشهٔ اسکریما به جنوب شرقی آسیا بازمی‌گردد و فنون آن در مراحل اول کار با سلاح سرد مانند چوب، چاقوی کوتاه، شمشیر ،تونفا و… آموزش داده می‌شود.

## روش
استفاده از چوب کوتاه یا یک خنجر بلند، استفاده از دو اسلحه به صورت هم‌زمان که شامل یک شمشیر و یک خنجر می‌باشد، مبارزه با دستان خالی که در آن از ضربات مشت، لگد یا گلاویز شدن با حریف استفاده می‌شود.
استفاده از میله و نیزه و زدن ضربه به‌طور هم‌زمان، استفاده از سلاح‌های قابل انعطاف هم‌چون شلاق، طناب نیسمی دندانه‌ای، سلاح‌های پرتابی مانند کمان و تفنگ بادی از جمله روش‌های مبارزه در این سبک‌ها به‌شمار می‌آیند.

## مبارزه
در اسکریما و آرنیس، مبارزان بیش‌تر از میله یا چوب استفاده می‌کنند و در کالی، سلاح مورد استفاده تیغه یا شمشیر است. اما نکته مشترک بین همه این سبک‌ها، هندسه است.
در ضربات دفاعی و به هنگام حملات، همه حرکات، خطوط و مسیرها و هم‌چنین ناحیه‌های انتخابی بسیار مهم می‌باشند.
استفاده مستقل از دست‌ها یا دست‌ها و پاها توأمان با اجرای تکنیک‌ها، نیازمند کسب تجربه بسیار در کالی اسکریما می‌باشند.
در هنرهای رزمی فیلیپینی، استفاده از زانو، آرنج، لگدهای کوتاه و مشت در هنگام ایجاد فاصله بسیار نزدیک بین دو مبارز آزاد است. ضربه با سر، گرفتن حریف، پرتاب، ضربه با آرنج، شانه، قوزک و زانو نیز آزاد هستند.

## اسکریما در ایران
اسکریما در ایران همزمان با شروع فعالیت وینگ‌چون کونگفو و سازمان wt معرفی وآموزش داده میشود . مسابقات کشوری و برون مرزی و زیر نظر فدراسیون ووشو ایران، توسط استاد شیرویه حسن زاده تنها نماینده قانونی سازمان EWTO  انجام می گردد.